# Église Saint-Laurent de La Baroche-Gondouin
L'église Saint-Laurent de La Baroche-Gondouin est située à Lassay-les-Châteaux, en Mayenne.

## Description
L'église actuelle a remplacé l'ancien édifice qui menaçait de tomber en ruines, en 1868. De style roman, sa construction est due à l'architecte Godin de Lassay. Elle abrite les pierres tombales de Jean Margerie et de sa femme, Catherine de la Chapelle-Rainsouin.
Son inventaire eut lieu le samedi 10 mars 1906, au milieu d'une foule indignée que les gendarmes eurent du mal à contenir.

## Galerie d'images

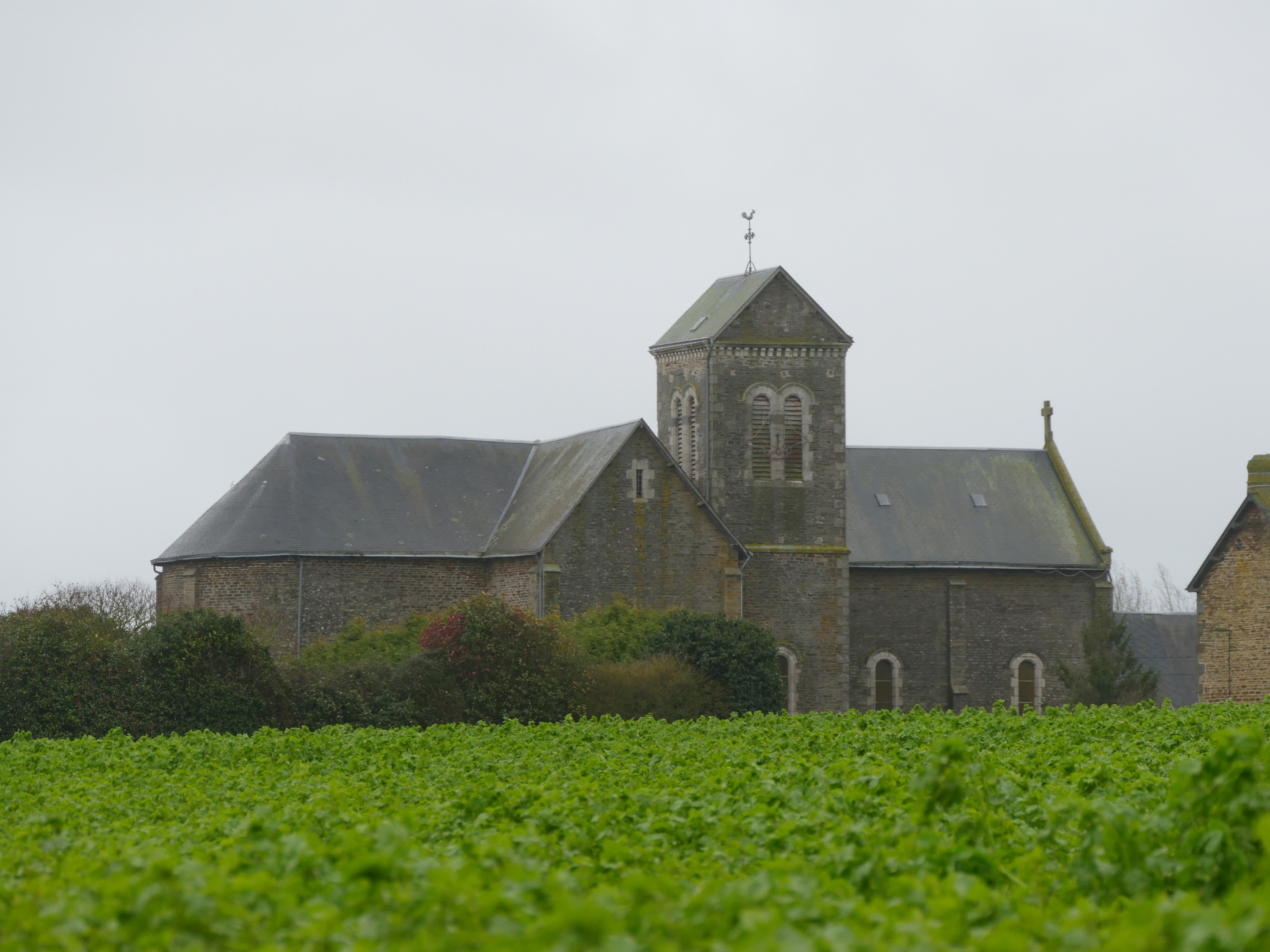
Autre vue.
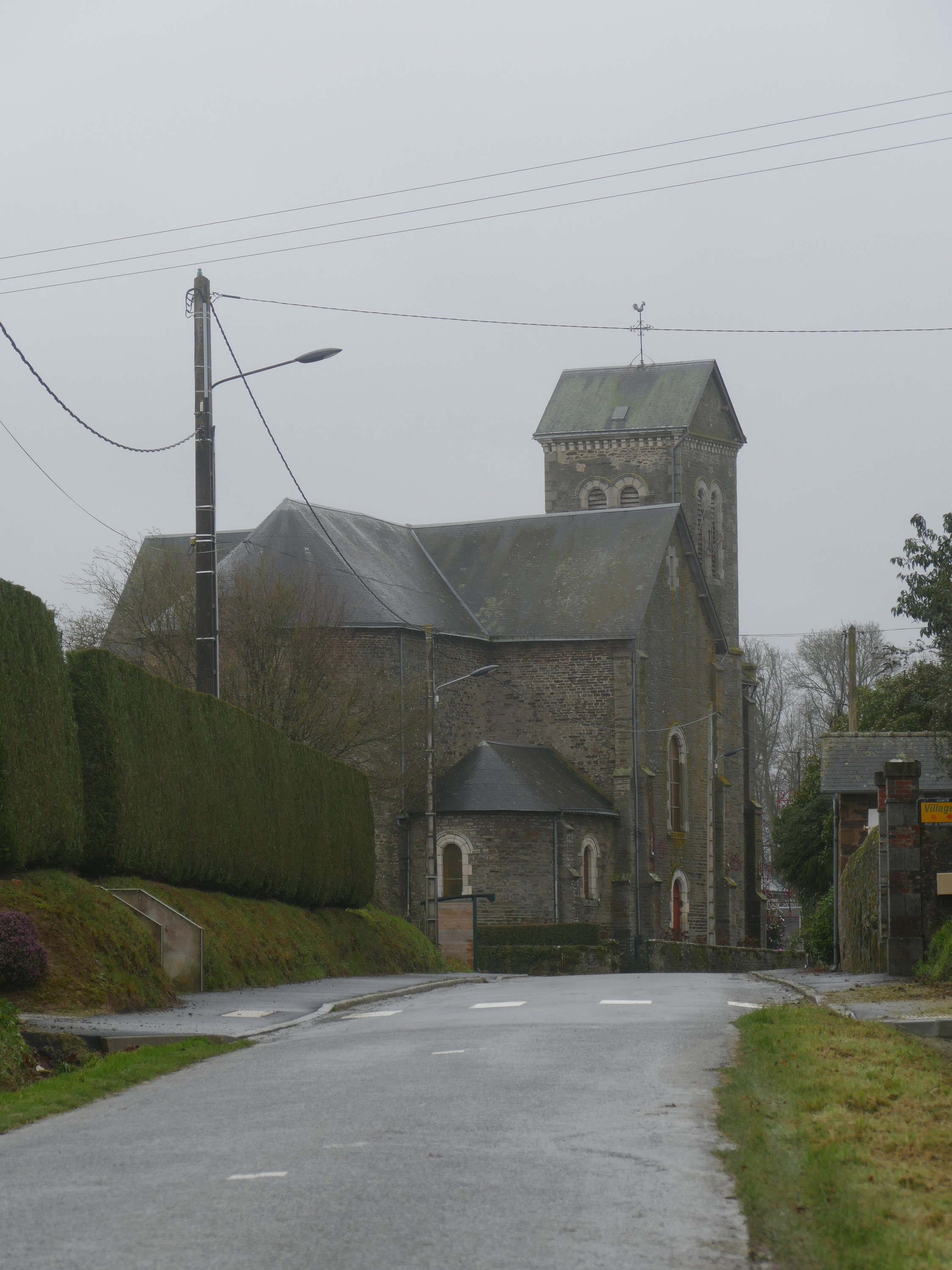
Autre vue.